# Nevadas historia
Nevada blev den 36:e amerikanska delstaten den 31 oktober 1864, efter en rekordlång och rekorddyr telegrafering till den 38:e Amerikanska kongressen dagarna före presidentvalet 1864. 

## Historik

### 1800-talet
Nevada blev formellt en del av USA genom Treaty of Guadalupe Hidalgo tillsammans med Mexiko 1848.
Under senare delen av 1800-talet blev silverbrytning en storindustri i Nevada.

### 1900-talet
1951 gjordes de första kärnvapenproven i Nevada. 